# Wolf-Garten
Wolf-Garten ist eine Marke der US-amerikanischen MTD-Gruppe für Gartenmaschinen und -werkzeuge, Dünger, Rasensaatgut und anderes Gartenzubehör. Die ehemalige Wolf-Garten GmbH & Co KG mit Sitz in Betzdorf war bis 2009 ein unabhängiger Hersteller für Gartenmaschinen und -zubehör, der Anfang 2009 Insolvenz anmeldete und anschließend von MTD übernommen wurde.

Logo von Wolf-Garten

## Geschichte
Das Unternehmen wurde 1922 von August Wolf und seinen Söhnen Gregor und Otto als Eisenwarenfabrik in Betzdorf (Rheinland-Pfalz) gegründet, wo sich bis 2010 der Hauptsitz befand.
Bis 1996 firmierte die Marke unter dem Namen „WOLF-Geräte“.
Wolf-Garten verfügte zuletzt über neun Vertriebsgesellschaften in Deutschland, Österreich und der Schweiz. Produziert wurde an drei Standorten in Deutschland (Betzdorf, St. Wendel/Saarland, Etzbach).

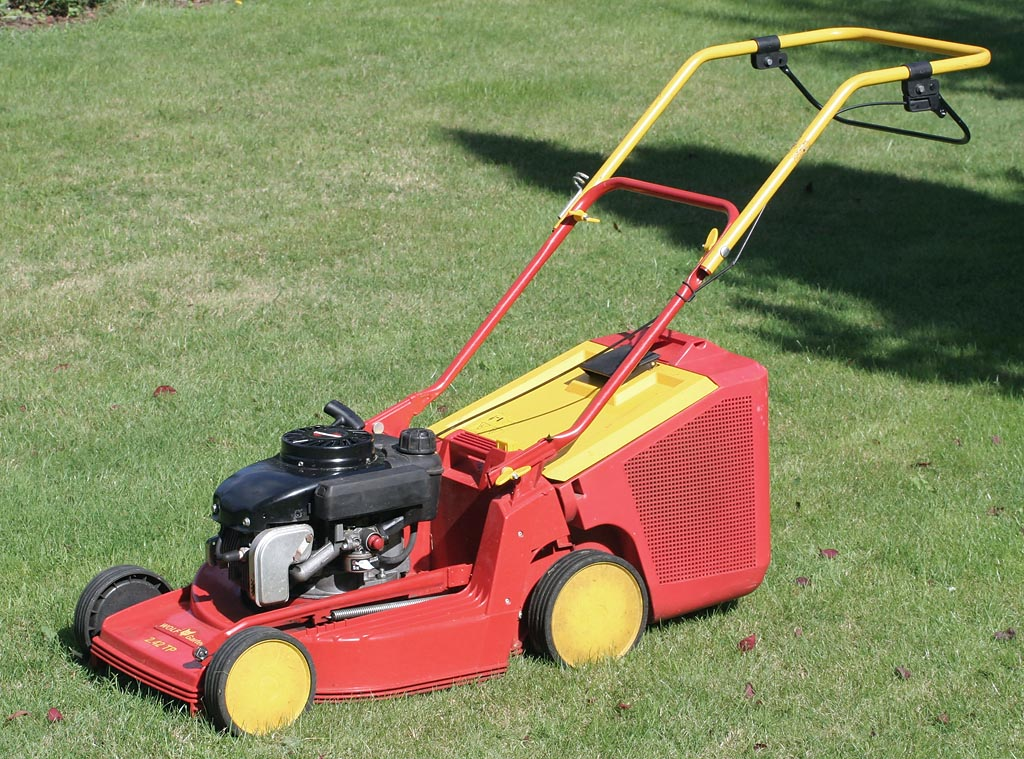
Benzinrasenmäher von Wolf-Garten

2001 beschäftigte die Gruppe noch rund 770 Mitarbeiter und erzielte einen Jahresumsatz von rund 100 Mio. Euro. Im Zuge eines Management-Buy-outs an Andreas Heeschen, verbunden mit einer Kapitalerhöhung und Restrukturierung, trennte sich die Inhaberfamilie Wolf 2004 vollständig von ihren Anteilen. Nachdem das Unternehmen 2007 noch das beste Jahresergebnis seiner bisherigen Geschichte erzielt hatte, wurde Wolf-Garten, das 490 Mitarbeiter (350 in Betzdorf und 140 in St. Wendel) beschäftigte, im Dezember 2008 zahlungsunfähig und stellte im Januar 2009 Antrag auf Eröffnung des Insolvenzverfahrens.
Im April 2009 wurde bekannt, dass das US-amerikanische Unternehmen MTD Products Wolf-Garten übernimmt. Die Übernahme erfolgte zum 1. September 2009. Der Mutterkonzern MTD Inc. ist nach eigenen Angaben weltweit einer der größten Hersteller von Motorgartengeräten. Seit vollendeter Übernahme existiert Wolf-Garten nur noch als Geschäftsbereich der MTD mit Sitz in Saarbrücken, der die Marke Wolf Garten vertreibt. Die Fachhandelsmarke Wolf Garten Expert wurde im Jahr 2020 eingestellt und nur die andere MTD-Marke Cub Cadet weitergeführt. 2020 wurden aufgrund der Produktionseinstellung benzingetriebener Gartengeräte 195 Stellen an den Standorten Saarbrücken-Bübingen und Hornbach abgebaut.
Seit Mai 2022 firmiert MTD nach Übernahme als Stanley Black & Decker Outdoor GmbH und Wolf Garten als untergeordneter Geschäftsbereich.

## Standorte
Die Unternehmenszentrale befand sich in Saarbrücken-Bübingen. Hier befanden sich der Vertrieb, die Verwaltung, Einkauf, Marketing, Produkt- und Qualitätsmanagement. Die Produktionsstätte für Rasensaatgut und -dünger befand sich in Etzbach. In Sankt Wendel befand sich die Produktion für alle Gartenhandgeräte. In Hornbach (Rheinland-Pfalz) war das Ersatzteillager und das Produktionswerk für Rasenmäher sowie Aufsitzrasenmäher; das Werk für Rasen- und Gartentraktoren und motorisierte Geräte zur Garten- und Grundstückspflege hatte seinen Sitz in Nemesvámos (Ungarn).